# Йохан фон Флекенщайн
Йохан (Ханс) фон Флекенщайн (на немски: Johann von Fleckenstein, Hans von Fleckenstein; * пр. 1423; † 14 март 1483) от благородническата фамилия Флекенщайн от Елзас е господар на Зулц.
Той е син на Хайнрих XIII фон Флекенщайн († 1408) и съпругата му Енелин фон Мюлнхайм или Анна фон Мюленхайм († 17 март 1435), дъщеря на Хайнрих (Хайнце) фон Мюленхайм, губернатор на Страсбург († 1396) и Катарина фон Трухтерсхайм († 1388).

## Фамилия
Йохан (Ханс) фон Флекенщайн се жени пр. 1440 г. за Маргарета фон Ратзамхаузен († 1470), дъщеря на Дитрих фон Ратзамхаузен, господар на Щайн, майор на Оберенхайм, губернатор на Раполтсвайлер († сл. 1462) и Елза фон Берщет († 1436); или дъщеря на Улрих I фон Ратзамхаузен († 1459) и първата му съпруга Клара фон Оксенщайн († ок. 1425). Те имат четири деца:
- Анна фон Флекенщайн († 1513), омъжена за Еберхард фон Хелмщат
- Якоб II фон Флекенщайн († 5 август 1514), господар на Зулц и Обервасенщайн, шериф в Хагенау, женен 1473 г. за Вероника фон Андлау († 1496)
- Клеменция фон Флекенщайн († пр. 1505), омъжена за рицар Хертвиг Екбрехт фон Дюркхайм († 5 януари 1506)
- Елза фон Флекенщайн († сл. 1483), омъжена за Бликер фон Ротенбург († сл. 1483)